# Diário de um Velho Louco
Diário de um velho louco é um romance de Junichiro Tanizaki.
O livro narra o encontro entre um senhor rebelde de 77 anos e uma bela ex-dançarina de casas noturnas. Trata-se da relação entre sogro e nora que mergulham em hedonismos.
A bela mulher, nora do senhor Utsugi, usa seus talentos naturais para controlar e manipular o sogro. Este, consciente de que a morte se aproxima, rompe com as conveções sociais e entrega-se aos prazeres da vida.
Tanizaki mostra neste livro que se a velhice é cruel em relação à submissão do desejo, ela só se torna sinônimo de senilidade para os conformistas.